# Finnország vasútvonalai

Főbb vasútvonalak Finnországban (2010)
Személy- és teherforgalom
Csak teherforgalom
Bezárt vonal

Finnország vasútvonalainak hossza 5794 km, melyek nagy része egyvágányú. A villamosított vonalak aránya az európai átlagot jelentősen meghaladja. Finnországban az államvasút monopolhelyzetben van, így mind a vasútvonalakat, mind az állomásokat a VR üzemelteti.

## Személyforgalommal rendelkező vonalak

### Line 1: Helsinki–Turku (Rantarata/Kustbanan)

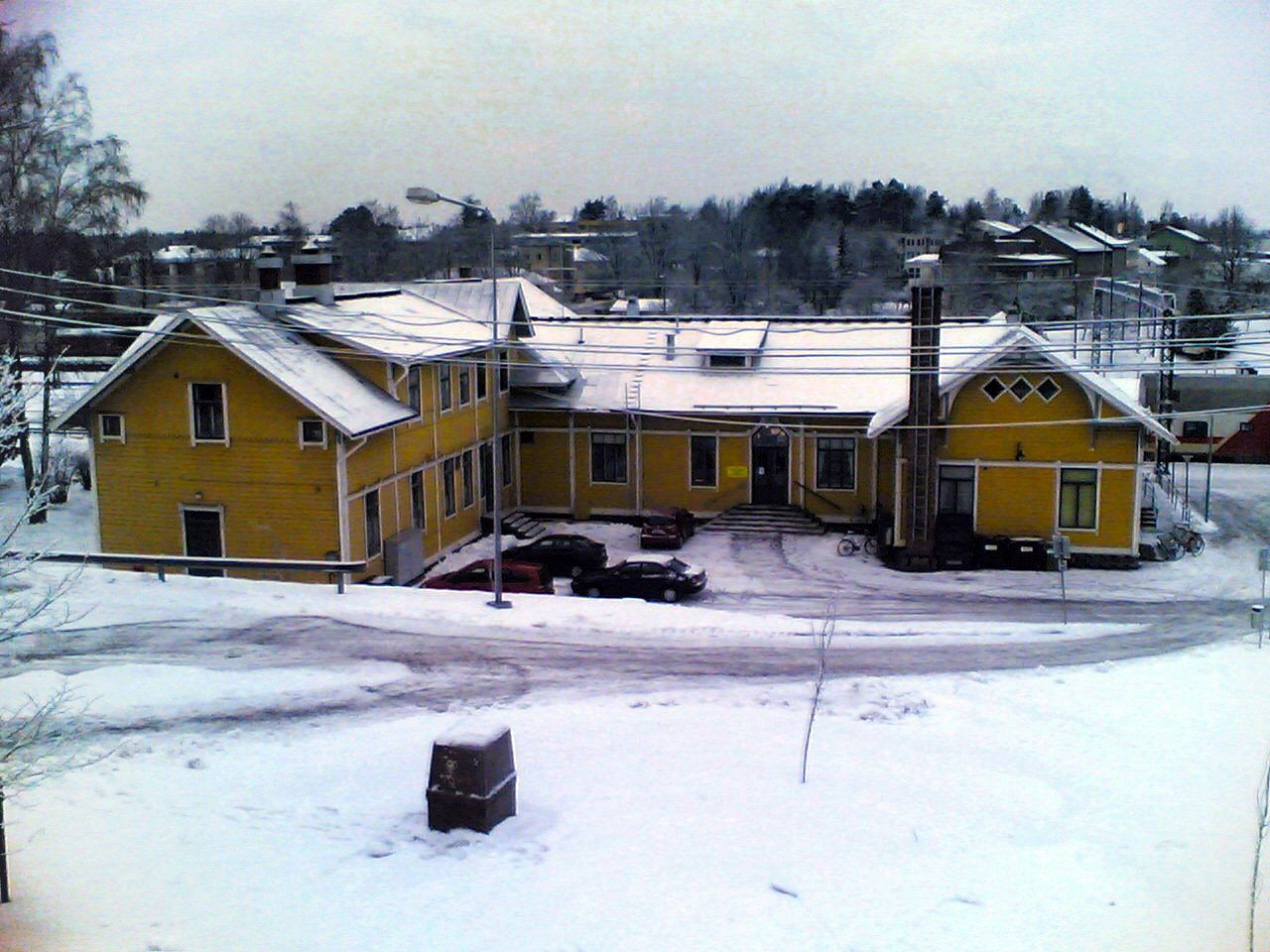
Karis vasútállomás

| Kép | Állomás neve          | Megnyitás | km      |
| --- | --------------------- | --------- | ------- |
|     | Helsinki főpályaudvar | 1860      | 0+159   |
|     | Pasila                | 1862      | 3+230   |
|     | Espoo                 | 1903      | 20+600  |
|     | Kirkkonummi           | 1903      | 37+503  |
|     | Karis                 | 1873      | 157+817 |
|     | Salo                  | 1898      | 143+981 |
|     | Kupittaa              | 1914      | 196+372 |
|     | Turku pályaudvar      | 1876      | 199+674 |
|     | Turku Harbour         | 1876      | 202+510 |

### Line 4: Helsinki–Pori
- Helsinki főpályaudvar
- Pasila
- Tikkurila
- Riihimäki
- Hämeenlinna
- Toijala
- Tampere
- Nokia
- Vammala
- Kokemäki
- Harjavalta
- Pori

### Line 5: Helsinki–Vaasa
- Helsinki főpályaudvar
- Pasila
- Tikkurila
- Riihimäki
- Hämeenlinna
- Toijala
- Tampere
- Parkano
- Seinäjoki
- Ylistaro
- Isokyrö
- Tervajoki
- Laihia
- Vaasa

### Line 7: Helsinki–Kemijärvi
- Helsinki főpályaudvar
- Pasila
- Tikkurila
- Riihimäki
- Hämeenlinna
- Toijala
- Tampere
- Parkano
- Seinäjoki
- Lapua
- Kauhava
- Bennäs
- Kokkola
- Kannus
- Ylivieska
- Oulainen
- Vihanti
- Ruukki
- Oulu
- Kemi
- Tervola
- Muurola
- Rovaniemi
- Kemijärvi

### Line 9: Turku–Pieksämäki
- Turku Harbour
- Turku pályaudvar
- Loimaa
- Humppila
- Toijala
- Tampere
- Orivesi
- Jämsä
- Jyväskylä
- Lievestuore
- Hankasalmi
- Pieksämäki

### Line 10: Helsinki–Iisalmi
- Helsinki főpályaudvar
- Pasila
- Tikkurila
- Mäntsälä
- Lahti
- Kouvola
- Mäntyharju
- Mikkeli
- Haukivuori
- Pieksämäki
- Suonenjoki
- Kuopio
- Siilinjärvi
- Lapinlahti
- Iisalmi

### Line 13: Helsinki–Kajaani
- Helsinki főpályaudvar
- Pasila
- Tikkurila
- Lahti
- Kouvola
- Mäntyharju
- Mikkeli
- Pieksämäki
- Suonenjoki
- Kuopio
- Siilinjärvi
- Lapinlahti
- Iisalmi
- Sukeva
- Kajaani

### Line 14: Helsinki–Joensuu
- Helsinki főpályaudvar
- Pasila
- Tikkurila
- Lahti
- Kouvola
- Lappeenranta
- Joutseno
- Imatra
- Simpele
- Parikkala
- Kesälahti
- Kitee
- Joensuu

### Line 15: Kouvola–Kotka
- Kouvola
- Myllykoski
- Inkeroinen
- Tavastila
- Kymi
- Kyminlinna
- Paimenportti
- Kotka Central
- Port of Kotka

### Line 16: Savonlinna–Parikkala
- Savonlinna
- Savonlinna Central
- Pääskylahti (bezárt)
- Kerimäki
- Retretti
- Lusto
- Punkaharju
- Putikko (bezárt)
- Kultakivi (bezárt)
- Särkisalmi (bezárt)
- Parikkala

## Nemzetközi vonal line A: Helsinki–Moszkva
- Riihimäki–Szentpétervár-vasútvonal
- Helsinki főpályaudvar
- Pasila
- Tikkurila
- Lahti
- Kouvola
- Vainikkala
- Vyborg
- St Petersburg Finland terminal
- St Petersburg Ladozhsky terminal
- Tver
- Moscow Leningradsky terminal

## Egyéb vonalak
- Line 2: Karis–Hanko (Hanko–Hyvinkää-vasútvonal)
- Line 3: Helsinki–Tampere
- Line 6: Helsinki–Tampere–Seinäjoki–Oulu–Kolari (Tampere-Seinäjoki-vasútvonal, Seinäjoki–Oulu-vasútvonal, Oulu–Tornio-vasútvonal és Kolari-vasútvonal)
- Line 7: Helsinki–Tampere–Seinäjoki–Oulu–Kemijärvi
- Line 7A: Kemijärvi–Rovaniemi
- Line 9: Turku–Tampere–Jyväskylä–Joensuu
- Line 11: Tampere–Haapamäki–Seinäjoki
- Line 12: Helsinki–Kotka
- Line 13: Helsinki–Kuopio–Oulu
- Line 14A: Joensuu–Nurmes
- Line 14A: Oulu–Kajaani (Oulu–Kontiomäki railway)
- Line 18: Iisalmi–Ylivieska

## Lásd még
- Finnish Transport Agency, railways